# صفاء صالح
```

```

يحرر
صفاء صالح صحفية مصرية بجريدة المصري اليوم، عملت مراسلة حربية وصحفية استقصائية وميدانية، وحصلت على جائزة سمير قصير للصحافة الاستقصائية عام 2010.

## النشأة
ولدت صفاء صالح في 17 يناير، بقرية منشأة سلطان، مركز منوف، محافظة المنوفية.

## التعليم
تخرجت من مدرسة منشأة السلطان الثانوية المشتركة، وتخرجت من كلية العلوم جامعة المنوفية، قسم الرياضيات البحتة، وعلوم الحساب عام 1999.

## الخبرة المهنية
دخلت إلى عالم الصحافة من جريدة الأسبوع عام 2003، وعملت كصحفية حرة مع موقع المونتير الأمريكي لفترة قصيرة، ومن ثم عملت كصحفية تحقيقات في جريدة المصري اليوم.
حصلت على العديد من الدورات التي أهلتها أن تكون صحفية تحقيقات استقصائية ومراسلة حربية، أهمها، تدريب الكتابة عن الأقليات المجتمعية من معهد التنوع الإعلامي من أجل تدعيم إعلام شامل ودقيق، وشمل زيارات للقناة الرابعة البريطانية، وقسم التنوع في البي بي سي، وصحيفة الجارديان.
وكورس الصحافة بعمق في صحف أمريكية منها واشنطون بوست، ويوإس إيه توداي، بالإضافة إلى دورات متخصصة في الصحافة الاستقصائية والمالتي ميديا، من مؤسسة أريج للصحافة الاستقصائية بالأردن.
ودورة تغطية النزاعات عبر إذاعة النرويج بالأردن، وحصلت على دورة تدريب مدربات مع مؤسسة دويتش فيلة الألمانية، ومؤسسة الفري فويس.

## التجارب الصحفية
أنجزت صفاء صالح العديد من التحقيقات الاستقصائية والميدانية، أهمها تحقيق «بنات التبغ» التي تتبعت فيه الظروف القاسية التي تعيشها الفتايات العاملات في مجال صناعة التبغ. وخاضت مغامرة صحفية لكشف ومعايشة الفساد بأحد دور المعنفات.
كما سهل عليها عملها بالتغطيات الميدانية بثورة 25 يناير المصرية، وما تبعها من أحداث، تغطية الاشتباكات والحروب بالدول العربية، مثل ليبيا، وتونيس واليمن، وأخيرًا العراق. على مدار 14 عامًا من عملها الصحفي. استطاعت توثيق معانات الناجيات من الحرب مع داعش بالعراق، وتسجيل معاناتهم الإنسانية، وتعرضت للعديد من المخاطر، منها الخطف والاحتجاز من قبل المتشددين في ليبيا، واتهامها بالجاسوسية، إلا أنها استطاعت الهروب.

## الجوائز
- حصلت على جائزة سمير قصير عام 2010 عن تحقيق «بنات التبغ» كأفضل تحقيق استقصائي.
- وحصلت على جائزة نقابة الصحفيين عن صحافة المرأة عام 2010 عن تحقيق «مغامرة داخل دار معنفات».
- وحصلت على لقب صحفية العام، عام 2015 عن توثيقها قصص الناجيات من المناطق المحررة من داعش بالعراق.
- جائزة التميز الإعلامي العربي لجامعة الدول العربية لعام 2016.
- الجائزة الأولى للتغطية الخارجية بنقابة الصحفيين عام 2015 عن ملف «المصري اليوم ترصد عملية الكرامة في ليبيا».
- جائزة صبير غنيم للقصة الإنسانية بنقاية الصحفيين عن تحقيق (مرض إم إس الأوروبي يهاجر لأجساد المصريين).
- جائزة إحسان عبد القدوس للسبق الصحفي بنقابة الصحفيين لعام 2015 عن تحقيق (وقائع ما يجري خلف السد..التهريب في بحيرة ناصر).
- جائزة الدكتورة نوال عمر عن أحسن مقال صحفي عن المواطنة في 2011 بعنوان «مسلم ومسيحي.. معا يدهسهما قطار الوطن ويغرقان في بحر همومه».[7][8][9][10][11]